# Joint Worldwide Intelligence Communications System
Das Joint Worldwide Intelligence Communications System (JWICS oder Intelink-TS) ist ein weltweites System (genauer ein Wide Area Network) von miteinander über Backbone-Router verbundenen Computernetzen. Es wird innerhalb der Geheimdienste des Verteidigungsministeriums, Außenministeriums, Ministeriums für Innere Sicherheit usw. der USA eingesetzt, die in der United States Intelligence Community zusammengefasst sind.

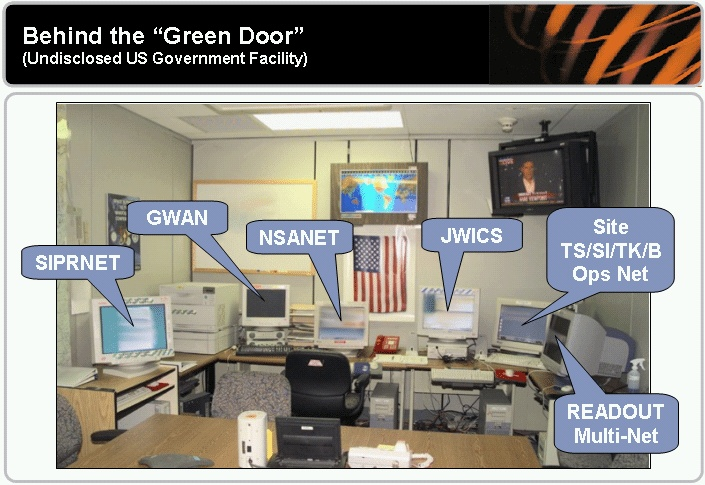
Blick in einen US secure communications center mit JWICS-Terminal

Das JWICS ist Teil der Defense Intelligence Agency und hierin für solche Informationen zu verwenden, die der höchsten Geheimhaltungsstufe unterliegen. Durch JWICS sollen solche Informationen bei ihrer Verbreitung mit Paketvermittlungsverfahren über das Internetprotokoll TCP/IP vor Datenausspähung geschützt werden. Weil JWICS auch Dienste wie Hypertext-Dokumente und E-Mail bietet, kann es als eine Variante des Internets betrachtet werden, die zur Übertragung solcher Informationen dient, welche der Geheimhaltungsstufe Top Secret (streng geheim) unterliegen oder als Sensitive Compartmented Information (SCI) zu behandeln sind.
Das JWICS ersetzte Mitte der 1990er Jahre im damaligen auf Arpanet-Technologie basierenden Defense Data Network (DDN) die  Subnetze DSNET-2 (Defense Secure Network-2, für die Geheimhaltungsstufe Top Secret) und DSNET-3 (für Top Secret/Sensitive Compartmented Information). Neben dem DSNET-2 und DSNET-3 bestand das DDN aus dem DSNET-1 für geheime Daten und dem Military Network (MILNET) für Informationen, welche keiner Geheimhaltungsstufe unterlagen.
Laut einer Recherche der Zeitung Washington Post haben 854.000 Personen in Ministerien und Verwaltungen, aber auch private Militärdienstleistungsunternehmen Zugriff auf Informationen aus dem JWICS-Netzwerk. Das JWICS wird ergänzt durch das für Informationen bis zur zweithöchsten  Geheimhaltungsstufe Secret zugelassene Secret Internet Protocol Router Network (SIPRNet), zu dem geschätzt 300.000 Menschen direkten Zugang und bis zu 2,5 Millionen Menschen indirekt auf Informationen daraus Zugriff haben, sowie durch das Non-classified Internet Protocol Router Network (NIPRNet) für sensible, aber nicht als geheim klassifizierte Informationen.
Ausschließlich über das JWICS zugänglich ist Intellipedia, ein auf Basis des Wiki-Prinzips und Einsatz der MediaWiki-Software entwickeltes Informationsnetzwerk der United States Intelligence Community.
Aus dem JWICS-Netzwerk soll das Video mit Aufnahmen vom Beschuss und Tod irakischer Zivilisten und Journalisten durch einen US-Kampfhubschrauber am 12. Juli 2007 in Bagdad stammen, das später von der Internetplattform WikiLeaks veröffentlicht wurde.